# Marsdenia longiflora
Marsdenia longiflora är en oleanderväxtart som beskrevs av Achille Richard. Marsdenia longiflora ingår i släktet Marsdenia och familjen oleanderväxter. Inga underarter finns listade i Catalogue of Life.